# Michel Jean Rabut
Michel Jean Rabut (* 25. November 1921 in Nancy; † 10. Februar 2015 in Houdemont) war ein französischer Radrennfahrer und nationaler Meister im Radsport.

## Sportliche Laufbahn
Rabut wurde 1943 nationaler Meister im Straßenrennen der Amateure. Bereits im Jahr zuvor hätte ihm der Titel gehören müssen, als er Zweiter im Meisterschaftsrennen hinter Paul Néri geworden war. Néri war zu dieser Zeit Italiener, der zwar in Frankreich lebte, aber nicht die französische Staatsbürgerschaft besaß. Da dies jedoch unentdeckt blieb, behielt er den Titel im Gegensatz zu dem Titel bei den Profis, der ihm aber aus eben diesem Grund aberkannt wurde. Rabut siegte 1947 im Rennen Paris–Troyes.